# Предустановленная гармония
Предустановленная гармония — философское понятие, введенное Готфридом Вильгельмом Лейбницем. Наряду с окказионализмом Мальбранша, концепция Лейбница является подвидом теории психофизического параллелизма.

## Контекст
Психофизический параллелизм традиционно причисляется к такой философской системе как дуализм субстанций. Дуализм призван разрешить психофизическую проблему — основополагающий вопрос в философии сознания. В отличие от монизма, утверждающего сформированность универсума субстанцией одного типа, дуализм постулирует существование и духа, и материи. Первый его подвид — интеракционизм допускает двустороннее взаимодействие души и тела. Второй — эпифеноменализм отрицает ментальную каузальность, объявляя сознание побочным продуктом мозговой активности. Параллелизм же отрицает и физическую каузальность, оставляя только корреляцию души и тела, некую согласованность, синхронизацию при сохранении полной их автономии. Обычно психофизический параллелизм сравнивают с кинофильмом: как звук и изображение записываются по отдельности, но создают общую картину связанности, так и наши тела с душами в данной концепции.

## Порядок по Лейбницу
Лейбниц определяет порядок как различимую мыслимость совокупности вещей. Она обеспечивает мыслящему восприятие красоты, а атомы и тела, в которых невозможно отличить одну часть от другой, подвергаются устранению. Во Вселенной нет ничего невозделанного или бесплодного; хаос и беспорядочность — видимости. «Если взять всеобщий порядок — всё бывает согласно с ним. И это до такой степени верно, что не только не бывает в мире ничего абсолютно неправильного, но даже ничего подобного нельзя себе и вообразить». Наш мир есть упорядоченное целое, преисполненное благолепия. Понимая этот мир, мы воспринимаем красоту и совершенство. Если нас нечто не удовлетворяет, то это возникает из недостатка понимания — мы ведь наблюдаем лишь части целого, не воспринимая всю гармонию.

## Принцип достаточного основания
«Есть в природе порядок (Ratio), по которому предпочтительно существует нечто, а не ничто. Это следствие того великого принципа, в силу которого ничто не происходит без причины и должна быть причина, почему существует это, а не другое». Лейбниц указывает на преимущества бытия перед ничто, выводя принцип достаточного основания. Согласно этому принципу, ни одна вещь не может существовать безосновательно, а ни одно положение в логике не может иметь место без основания его истинности/ложности. Эта мысль является своего рода легитимацией зла в мире, она вырастает в лейбницевскую теодицею (оправдание Бога). Философ доказывает, что Бог не творит морального зла, а лишь допускает его. Причиной зла является несовершенная воля людей, обусловленная заботой Творца о гармоничности и логической непротиворечивости творения.
«„Достаточное основание“, следовательно, есть не что иное, как логическая необходимость, полагаемая как то, что неотъемлемо от сущности» — писал Лавджой об этом принципе. Вопрос градации необходимости был затронут еще Спинозой, объявившим степень реальности синонимичной количеству совершенства. В этот смысловой ряд также можно добавить существование и способность к действию. С наибольшим количеством реальности связана и максимальная необходимость, и максимальная способность мыслить необходимость. Всё возможное для Бога необходимо, ибо он видит причинно-следственную картину полностью, а божественный ум обосновывает необходимость любой вещи. Принцип достаточного основания во многом следует из философской системы Спинозы.

## Концепция лучшего из возможных миров
Из принципа достаточного основания складывается идея о том, что мы живём в лучшем (содержащем наибольшее количество совершенства/реальности) из миров, задуманных Богом. Бог как зодчий полностью удовлетворяет Бога как законодателя. В уме Его содержится бесконечное количество универсумов, каждый из которых можно назвать «виртуально сущим», но лишь до момента осуществления. Происходит соревнование этих миров, и выигрывает тот, в котором больше возможностей. «Но Бог выбрал самый совершенный мир, то есть такой, который в одно и то же время проще всех по замыслу (en hypotheses) и богаче всех явлениями, наподобие такой геометрической линии, которая вместе с простотой построения отличается весьма значительными и важными свойствами и большой протяженностью». Свидетельством наибольшей благости нашего мира выступает воплощение в нем сына Божьего.

## Два царства. Различия с позицией Мальбранша
То, что Спиноза называет атрибутами субстанции, у Лейбница представляет собой два царства. Души функционируют по законам конечных причин с помощью стремлений, целей и средств. Тела же — по законам действующих причин. Оба этих царства (физическое царство природы и нравственное царство благодати) гармонируют между собой. Царства силы и мудрости — взаимопроникающие, но не сливающиеся. В царстве силы все можно объяснить механически с помощью действующих причин. В царстве мудрости же — архитектонически, с помощью целевых причин. Со взаимодействием этих двух царств и связано понятие предустановленной гармонии. «Тела действуют так, как будто бы вовсе не было душ, а души действуют так как будто бы не было никаких тел; вместе с тем, оба действуют так, как будто бы одно влияет на другое».
Николя Мальбранш также говорил о кажимости взаимовлияния двух субстанций. Но скоординированность их полагал не в формате предустановленности, а как конкретное вмешательство Бога для отдельно взятых случаев. Лейбницу же представляется, что Бог окказионализма слишком суетлив и вмешивается в происходящее в мире из-за любой мелочи. Взамен мыслитель предлагает Бога, единожды установившего законы мироздания и синхронизировавшего царство причин конечных с царством причин действующих, а значит и наши тела с нашими душами, и затем, позволившего всему в этом лучшем из миров происходить без его вмешательства.

## Оценка теории
Все последующее недоверие философского мира к этой концепции сводится к одному пункту: она теряет смысл, если изъять фигуру Творца, осуществляющего процедуру гармонизации. Сложно выявить логические противоречия в этой системе (чем грешил, например, интеракционизм); в ней сознание не лишено активной роли в мире (как это было в эпифеноменализме). В логическом смысле можно рассматривать психофизический параллелизм как наиболее прогрессивную теорию из дуалистических. Однако с позиции неверующего человека применить ее к нашему миру практически невозможно.